# Чемпіонат світу з футболу 2022 (кваліфікаційний раунд, УЄФА, група I)
Група I кваліфікації УЄФА Чемпіонату світу з футболу 2022 — одна з 10 груп УЄФА у  кваліфікації Чемпіонату світу для визначення команд, які пройдуть до Чемпіонату світу 2022 Катарі. Група I складається з 6 команд: Албанія, Англія, Андорра, Польща, Сан-Марино та Угорщина. Команди зіграють одна з одною вдома та на виїзді за круговою системою.
Переможець групи потрапить напряму до Чемпіонату світу, а 2-е місце пройде до другого раунду (плей-оф).

## Турнірна таблиця
| Поз | Команда    | І  | В | Н | П  | ГЗ | ГП | РГ  | О  | Кваліфікація                          |      | Англія | Польща | Албанія | Угорщина | Андорра | Сан-Марино |
| --- | ---------- | -- | - | - | -- | -- | -- | --- | -- | ------------------------------------- | ---- | ------ | ------ | ------- | -------- | ------- | ---------- |
| 1   | Англія     | 10 | 8 | 2 | 0  | 39 | 3  | +36 | 26 | Кваліфікація до Чемпіонату світу 2022 |      | —      | 2:1    | 5:0     | 1:1      | 4:0     | 5:0        |
| 2   | Польща     | 10 | 6 | 2 | 2  | 30 | 11 | +19 | 20 | Проходять до плей-оф                  |      | 1:1    | —      | 4:1     | 1:2      | 3:0     | 5:0        |
| 3   | Албанія    | 10 | 6 | 0 | 4  | 12 | 12 | 0   | 18 |                                       |      | 0:2    | 0:1    | —       | 1:0      | 1:0     | 5:0        |
| 4   | Угорщина   | 10 | 5 | 2 | 3  | 19 | 13 | +6  | 17 |                                       | 0:4  | 3:3    | 0:1    | —       | 2:1      | 4:0     |            |
| 5   | Андорра    | 10 | 2 | 0 | 8  | 8  | 24 | −16 | 6  |                                       | 0:5  | 1:4    | 0:1    | 1:4     | —        | 2:0     |            |
| 6   | Сан-Марино | 10 | 0 | 0 | 10 | 1  | 46 | −45 | 0  |                                       | 0:10 | 1:7    | 0:2    | 0:3     | 0:3      | —       |            |

## Матчі
Час вказано в EET/EEST (київський час) (місцевий час, якщо відрізняється, вказано в дужках).
| 25 березня 2021 21:45 (20:45 CET) |

| Андорра | 0:1                             | Албанія      |
| ------- | ------------------------------- | ------------ |
|         | Протокол (ФІФА) Протокол (УЄФА) | - Леняні 41' |

| Естаді Насьйональ, Андорра-ла-Велья Арбітр: Волен Чинков (Болгарія) |

| 25 березня 2021 21:45 (20:45 CET) |

| Угорщина                                | 3:3                             | Польща                                        |
| --------------------------------------- | ------------------------------- | --------------------------------------------- |
| - Шаллаі 6' - Ад. Салаї 53' - Орбан 78' | Протокол (ФІФА) Протокол (УЄФА) | - Пйонтек 60' - Юзвяк 61' - Левандовський 83' |

| Пушкаш Арена, Будапешт Арбітр: Фелікс Брих (Німеччина) |

| 25 березня 2021 21:45 (19:45 GMT) |

| Англія                                                                 | 5:0                             | Сан-Марино |
| ---------------------------------------------------------------------- | ------------------------------- | ---------- |
| - Ворд-Прауз 14' - Калверт-Льюїн 21', 53' - Стерлінг 31' - Воткінс 83' | Протокол (ФІФА) Протокол (УЄФА) |            |

| Вемблі, Лондон Арбітр: Кирило Левников (Росія) |

| 28 березня 2021 19:00 (18:00 CET) |

| Албанія | 0:2                             | Англія                 |
| ------- | ------------------------------- | ---------------------- |
|         | Протокол (ФІФА) Протокол (УЄФА) | - Кейн 38' - Маунт 63' |

| Ейр Албанія, Тирана Арбітр: Орел Грінфельд (Ізраїль) |

| 28 березня 2021 21:45 (20:45 CET) |

| Сан-Марино | 0:3                             | Угорщина                                                 |
| ---------- | ------------------------------- | -------------------------------------------------------- |
|            | Протокол (ФІФА) Протокол (УЄФА) | - Ад. Салаї 13' (пен.) - Шаллаі 71' - Николич 88' (пен.) |

| Сан-Марино Стедіум, Серравалле Арбітр: Нік Волш (Шотландія) |

| 28 березня 2021 21:45 (20:45 CET) |

| Польща                                     | 3:0                             | Андорра |
| ------------------------------------------ | ------------------------------- | ------- |
| - Левандовський 30', 55' - Свідерський 88' | Протокол (ФІФА) Протокол (УЄФА) |         |

| Війська Польського, Варшава Арбітр: Ерік Ламбрехтс (Бельгія) |

| 31 березня 2021 21:45 (19:45 BST) |

| Англія                          | 2:1                             | Польща      |
| ------------------------------- | ------------------------------- | ----------- |
| - Кейн 19' (пен.) - Магвайр 85' | Протокол (ФІФА) Протокол (УЄФА) | - Модер 58' |

| Вемблі, Лондон Арбітр: Бйорн Кейперс (Нідерланди) |

| 31 березня 2021 21:45 (20:45 CEST) |

| Андорра              | 1:4                             | Угорщина                                                 |
| -------------------- | ------------------------------- | -------------------------------------------------------- |
| - Пужол 90+3' (пен.) | Протокол (ФІФА) Протокол (УЄФА) | - Фіола 45+2' - Газдаг 51' - Кляйнгайслер 58' - Него 90' |

| Естаді Насьйональ, Андорра-ла-Велья Арбітр: Вільяльмюр Торарінссон (Ісландія) |

| 31 березня 2021 21:45 (20:45 CEST) |

| Сан-Марино | 0:2                             | Албанія                 |
| ---------- | ------------------------------- | ----------------------- |
|            | Протокол (ФІФА) Протокол (УЄФА) | - Манай 63' - Узуні 85' |

| Сан-Марино Стедіум, Серравалле Арбітр: Кай Ерік Стеен (Норвегія) |

| 2 вересня 2021 21:45 (20:45 CEST) |

| Угорщина | 0:4                             | Англія                                             |
| -------- | ------------------------------- | -------------------------------------------------- |
|          | Протокол (ФІФА) Протокол (УЄФА) | - Стерлінг 55' - Кейн 63' - Магвайр 69' - Райс 87' |

| Пушкаш Арена, Будапешт Арбітр: Джюнейт Чакир (Туреччина) |

| 2 вересня 2021 21:45 (20:45 CEST) |

| Андорра          | 2:0                             | Сан-Марино |
| ---------------- | ------------------------------- | ---------- |
| - Валес 18', 24' | Протокол (ФІФА) Протокол (УЄФА) |            |

| Естаді Насьйональ, Андорра-ла-Велья Арбітр: Якоб Кехлет (Данія) |

| 2 вересня 2021 21:45 (20:45 CEST) |

| Польща                                                        | 4:1                             | Албанія         |
| ------------------------------------------------------------- | ------------------------------- | --------------- |
| - Левандовський 12' - Букса 44' - Крихов'як 54' - Лінетти 89' | Протокол (ФІФА) Протокол (УЄФА) | - Цикаллеші 25' |

| Національний, Варшава Арбітр: Мауріціо Маріані (Італія) |

| 5 вересня 2021 19:00 (17:00 BST) |

| Англія                                          | 4:0                             | Андорра |
| ----------------------------------------------- | ------------------------------- | ------- |
| - Лінгард 18', 78' - Кейн 72' (пен.) - Сака 84' | Протокол (ФІФА) Протокол (УЄФА) |         |

| Вемблі, Лондон Арбітр: Анастасіос Папапетру (Греція) |

| 5 вересня 2021 19:00 (18:00 CEST) |

| Албанія     | 1:0                             | Угорщина |
| ----------- | ------------------------------- | -------- |
| - Броха 87' | Протокол (ФІФА) Протокол (УЄФА) |          |

| Ельбасан Арена, Ельбасан Арбітр: Данні Маккелі (Нідерланди) |

| 5 вересня 2021 21:45 (20:45 CEST) |

| Сан-Марино  | 1:7                             | Польща                                                                            |
| ----------- | ------------------------------- | --------------------------------------------------------------------------------- |
| - Нанні 48' | Протокол (ФІФА) Протокол (УЄФА) | - Левандовський 4', 21' - Свідерський 16' - Лінетти 44' - Букса 67', 90+2', 90+4' |

| Сан-Марино Стедіум, Серравалле Арбітр: Маттіас Гестраніус (Фінляндія) |

| 8 вересня 2021 21:45 (20:45 CEST) |

| Угорщина                          | 2:1                             | Андорра        |
| --------------------------------- | ------------------------------- | -------------- |
| - Ад. Салаї 9' (пен.) - Ботка 18' | Протокол (ФІФА) Протокол (УЄФА) | - Льйовера 82' |

| Пушкаш Арена, Будапешт Арбітр: Раде Обренович (Словенія) |

| 8 вересня 2021 21:45 (20:45 CEST) |

| Польща             | 1:1                             | Англія     |
| ------------------ | ------------------------------- | ---------- |
| - Шиманський 90+2' | Протокол (ФІФА) Протокол (УЄФА) | - Кейн 72' |

| Національний, Варшава Арбітр: Даніель Зіберт (Німеччина) |

| 8 вересня 2021 21:45 (20:45 CEST) |

| Албанія                                                    | 5:0                             | Сан-Марино |
| ---------------------------------------------------------- | ------------------------------- | ---------- |
| - Манай 32' - Лячі 58' - Броха 61' - Хюсай 68' - Узуні 80' | Протокол (ФІФА) Протокол (УЄФА) |            |

| Ельбасан Арена, Ельбасан Арбітр: Лукас Фендріх (Швейцарія) |

| 9 жовтня 2021 21:45 (20:45 CEST) |

| Польща                                                                             | 5:0                             | Сан-Марино |
| ---------------------------------------------------------------------------------- | ------------------------------- | ---------- |
| - Свідерський 10' - Броллі 20' (аг) - Кендзьора 50' - Букса 84' - К. Пйонтек 90+1' | Протокол (ФІФА) Протокол (УЄФА) |            |

| Національний, Варшава Арбітр: Фран Йович (Хорватія) |

| 9 жовтня 2021 21:45 (20:45 CEST) |

| Угорщина | 0:1                             | Албанія     |
| -------- | ------------------------------- | ----------- |
|          | Протокол (ФІФА) Протокол (УЄФА) | - Броха 80' |

| Пушкаш Арена, Будапешт Арбітр: Карлос дель Серро Гранде (Іспанія) |

| 9 жовтня 2021 21:45 (20:45 CEST) |

| Андорра | 0:5                             | Англія                                                               |
| ------- | ------------------------------- | -------------------------------------------------------------------- |
|         | Протокол (ФІФА) Протокол (УЄФА) | - Чілвелл 17' - Сака 40' - Абрагам 59' - Ворд-Прауз 79' - Гріліш 86' |

| Естаді Насьйональ, Андорра-ла-Велья Арбітр: Катерина Монзуль (Україна) |

| 12 жовтня 2021 21:45 (19:45 BST) |

| Англія       | 1:1                             | Угорщина            |
| ------------ | ------------------------------- | ------------------- |
| - Стоунз 37' | Протокол (ФІФА) Протокол (УЄФА) | - Шаллаі 24' (пен.) |

| Вемблі, Лондон Арбітр: Алехандро Ернандес (Іспанія) |

| 12 жовтня 2021 21:45 (20:45 CEST) |

| Сан-Марино | 0:3                             | Андорра                                  |
| ---------- | ------------------------------- | ---------------------------------------- |
|            | Протокол (ФІФА) Протокол (УЄФА) | - Пужол 10' - Морено 53' - Фернандес 89' |

| Сан-Марино Стедіум, Серравалле Арбітр: Халіл Умут Мелер (Туреччина) |

| 12 жовтня 2021 21:45 (20:45 CEST) |

| Албанія | 0:1                             | Польща            |
| ------- | ------------------------------- | ----------------- |
|         | Протокол (ФІФА) Протокол (УЄФА) | - Свідерський 77' |

| Ейр Албанія, Тирана Арбітр: Клеман Тюрпен (Франція) |

| 12 листопада 2021 21:45 (19:45 GMT) |

| Англія                                              | 5:0                             | Албанія |
| --------------------------------------------------- | ------------------------------- | ------- |
| - Магвайр 9' - Кейн 18', 33', 45+2' - Гендерсон 28' | Протокол (ФІФА) Протокол (УЄФА) |         |

| Вемблі, Лондон Арбітр: Рудді Буке (Франція) |

| 12 листопада 2021 21:45 (20:45 CET) |

| Андорра     | 1:4                             | Польща                                            |
| ----------- | ------------------------------- | ------------------------------------------------- |
| - Валес 45' | Протокол (ФІФА) Протокол (УЄФА) | - Левандовський 5', 73' - Юзвяк 11' - Мілік 45+2' |

| Естаді Насьйональ, Андорра-ла-Велья Арбітр: Джон Бітон (Шотландія) |

| 12 листопада 2021 21:45 (20:45 CET) |

| Угорщина                                    | 4:0                             | Сан-Марино |
| ------------------------------------------- | ------------------------------- | ---------- |
| - Собослаї 6', 83' - Газдаг 22' - Вечей 88' | Протокол (ФІФА) Протокол (УЄФА) |            |

| Пушкаш Арена, Будапешт Арбітр: Філіп Глова (Словаччина) |

| 15 листопада 2021 21:45 (20:45 CET) |

| Польща            | 1:2                             | Угорщина                 |
| ----------------- | ------------------------------- | ------------------------ |
| - Свідерський 61' | Протокол (ФІФА) Протокол (УЄФА) | - Шефер 37' - Газдаг 80' |

| Національний, Варшава Арбітр: Тьягу Мартінш (Португалія) |

| 15 листопада 2021 21:45 (20:45 CET) |

| Сан-Марино | 0:10                            | Англія |
| ---------- | ------------------------------- | --- |
|            | Протокол (ФІФА) Протокол (УЄФА) | - Магвайр 6' - Фаббрі 15' (аг) - Кейн 27' (пен.), 32', 39' (пен.), 42' - Сміт-Роу 58' - Мінгз 69' - Абрагам 78' - Сака 79' |

| Сан-Марино Стедіум, Серравалле Арбітр: Раде Обренович (Словенія) |

| 15 листопада 2021 21:45 (20:45 CET) |

| Албанія             | 1:0                             | Андорра |
| ------------------- | ------------------------------- | ------- |
| - Чекічі 73' (пен.) | Протокол (ФІФА) Протокол (УЄФА) |         |

| Ейр Албанія, Тирана Арбітр: Андріс Трейманіс (Латвія) |

## Дисциплінарні покарання
Гравець автоматично пропускає наступний матч за наступні дисциплінарні порушення:
- Червона картка (відсторонення за червону картку може бути збільшене за серйозні порушення)
- 2 жовті картки у двох різних матчах (відсторонення за червону також поширюється і на плей-оф, але не на фінальний турнір чи і подальші міжнародні матчі)

Гравці відбули (чи відбудуть) наступні дисциплінарні покарання:
| Команда    | Гравець            | Порушення                                                      | Відсторонено на матч(і)                                     |
| ---------- | ------------------ | -------------------------------------------------------------- | ----------------------------------------------------------- |
| Албанія    | Клаус Гясуля       | пр. Андорри (25 березня 2021) пр. Англії (28 березня 2021)     | пр. Сан-Марино (31 березня 2021)                            |
| Албанія    | Рей Манай          | пр. Андорри (25 березня 2021) пр. Польщі (2 вересня 2021)      | пр. Угорщини (5 вересня 2021)                               |
| Албанія    | Кейді Баре         | пр. Англії (28 березня 2021) пр. Польщі (2 вересня 2021)       | пр. Угорщини (5 вересня 2021)                               |
| Албанія    | Ельсеїд Хюсай      | пр. Англії (28 березня 2021) пр. Польщі (2 вересня 2021)       | пр. Угорщини (5 вересня 2021)                               |
| Албанія    | Клаус Гясуля       | пр. Польщі (2 вересня 2021) пр. Угорщини (5 вересня 2021)      | пр. Сан-Марино (8 вересня 2021)                             |
| Албанія    | Сокол Цикаллеші    | пр. Андорри (25 березня 2021) пр. Англії (12 листопада 2021)   | пр. Андорри (15 листопада 2021)                             |
| Албанія    | Клаус Гясуля       | пр. Угорщини (9 жовтня 2021) пр. Англії (12 листопада 2021)    | пр. Андорри (15 листопада 2021)                             |
| Албанія    | Ардіан Ісмайлі     | пр. Польщі (12 жовтня 2021) пр. Англії (12 листопада 2021)     | пр. Андорри (15 листопада 2021)                             |
| Англія     | Тайрон Мінгз       | пр. Сан-Марино (25 березня 2021) пр. Андорри (5 вересня 2021)  | пр. Польщі (8 вересня 2021)                                 |
| Андорра    | Хрістіан Гарсія    | пр. Латвії у Лізі Націй УЄФА 2020-21 (17 листопада 2020)       | пр. Албанії (25 березня 2021)                               |
| Андорра    | Жорді Алаез        | пр. Польщі (28 березня 2021) пр. Сан-Марино (2 вересня 2021)   | пр. Англії (5 вересня 2021)                                 |
| Андорра    | Марк Пужол         | пр. Угорщини (31 березня 2021) пр. Сан-Марино (2 вересня 2021) | пр. Англії (5 вересня 2021)                                 |
| Андорра    | Марк Ребес         | пр. Албанії (25 березня 2021) пр. Англії (5 вересня 2021)      | пр. Угорщини (8 вересня 2021)                               |
| Андорра    | Хесус Рубіо        | пр. Албанії (25 березня 2021) пр. Англії (5 вересня 2021)      | пр. Угорщини (8 вересня 2021)                               |
| Андорра    | Хрістіан Гарсія    | пр. Польщі (28 березня 2021) пр. Англії (5 вересня 2021)       | пр. Угорщини (8 вересня 2021)                               |
| Андорра    | Марк Валес         | пр. Угорщини (31 березня 2021) пр. Англії (5 вересня 2021)     | пр. Угорщини (8 вересня 2021)                               |
| Андорра    | Марсіо Віейра      | пр. Албанії (25 березня 2021) пр. Угорщини (8 вересня 2021)    | пр. Англії (9 жовтня 2021)                                  |
| Андорра    | Альберт Алаведра   | пр. Угорщини (31 березня 2021) пр. Угорщини (8 вересня 2021)   | пр. Англії (9 жовтня 2021)                                  |
| Андорра    | Мойзес Сан-Ніколас | пр. Угорщини (31 березня 2021) пр. Угорщини (8 вересня 2021)   | пр. Англії (9 жовтня 2021)                                  |
| Андорра    | Рікард Фернандес   | пр. Польщі (12 листопада 2020)                                 | пр. Албанії (15 листопада 2021)                             |
| Польща     | Кароль Лінетти     | пр. Англії (8 вересня 2021) пр. Сан-Марино (9 жовтня 2021)     | пр. Албанії (12 жовтня 2021)                                |
| Польща     | Ян Беднарек        | пр. Албанії (2 вересня 2021) пр. Албанії (12 жовтня 2021)      | пр. Андорри (12 листопада 2021)                             |
| Польща     | Тимотеуш Пухач     | пр. Англії (8 вересня 2021) пр. Албанії (12 жовтня 2021)       | пр. Андорри (12 листопада 2021)                             |
| Польща     | Гжегож Крихов'як   | пр. Англії (8 вересня 2021) пр. Андорри (12 листопада 2021)    | пр. Угорщини (15 листопада 2021)                            |
| Сан-Марино | Давіде Сімончіні   | пр. Гібралтару у Лізі Націй УЄФА 2020-21 (14 листопада 2020)   | пр. Англії (25 березня 2021) пр. Угорщини (28 березня 2021) |
| Сан-Марино | Мануель Баттістіні | пр. Угорщини (28 березня 2021) пр. Андорри (2 вересня 2021)    | пр. Польщі (25 березня 2021)                                |
| Сан-Марино | Лоренцо Лунадеї    | пр. Угорщини (28 березня 2021) пр. Польщі (5 вересня 2021)     | пр. Албанії (8 вересня 2021)                                |
| Сан-Марино | Марселло Мулароні  | пр. Албанії (31 березня 2021) пр. Польщі (5 вересня 2021)      | пр. Албанії (8 вересня 2021)                                |
| Сан-Марино | Давіде Сімончіні   | пр. Албанії (31 березня 2021) пр. Андорри (12 жовтня 2021)     | пр. Угорщини (12 листопада 2021)                            |
| Угорщина   | Аттіла Фіола       | пр. Польщі (25 березня 2021)                                   | пр. Сан-Марино (28 березня 2021)                            |
| Угорщина   | Адам Надь          | пр. Польщі (25 березня 2021) пр. Андорри (31 березня 2021)     | пр. Англії (2 вересня 2021)                                 |
| Угорщина   | Віллі Орбан        | пр. Англії (2 вересня 2021) пр. Албанії (5 вересня 2021)       | пр. Андорри (8 вересня 2021)                                |
| Угорщина   | Ендре Ботка        | пр. Сан-Марино (28 березня 2021) пр. Албанії (9 жовтня 2021)   | пр. Англії (12 жовтня 2021)                                 |

## Позначки
1. ↑  EET (UTC+2) для матчів у березні та листопаді 2021, та EEST (UTC+3) для решти матчів.